# Mario Bilen
Mario Bilen (Vinkovci, 23 gennaio 1985) è un calciatore croato, difensore del Tomislav Cerna.

## Palmarès

### Club

#### Competizioni internazionali
- OFC Champions League: 5

Auckland City: 2012-2013, 2013-2014, 2014-2015, 2016, 2017

#### Competizioni nazionali
- New Zealand Football Championship: 4

Auckland City: 2013-2014, 2014-2015, 2017-2018, 2019-2020